# ジェニファー・ローレンス
ジェニファー・シュレイダー・ローレンス（Jennifer Shrader Lawrence, 1990年8月15日 - ）は、アメリカ合衆国の女優。ジェニファーの一般的な愛称（Jennifer（given name）） である「ジェン」と呼ばれることが多く、一人称で用いることもある。

## 生い立ち
米国ケンタッキーのルイビルで生まれ育った。14歳までに俳優になることを決め、タレントエージェントを見つけるために自分をニューヨークに連れて行くように両親を説得。演技訓練の経験も無かったものの、オーディションを受けた際には絶賛の評を獲得。俳優活動開始のために2年早く高校を卒業。

## キャリア

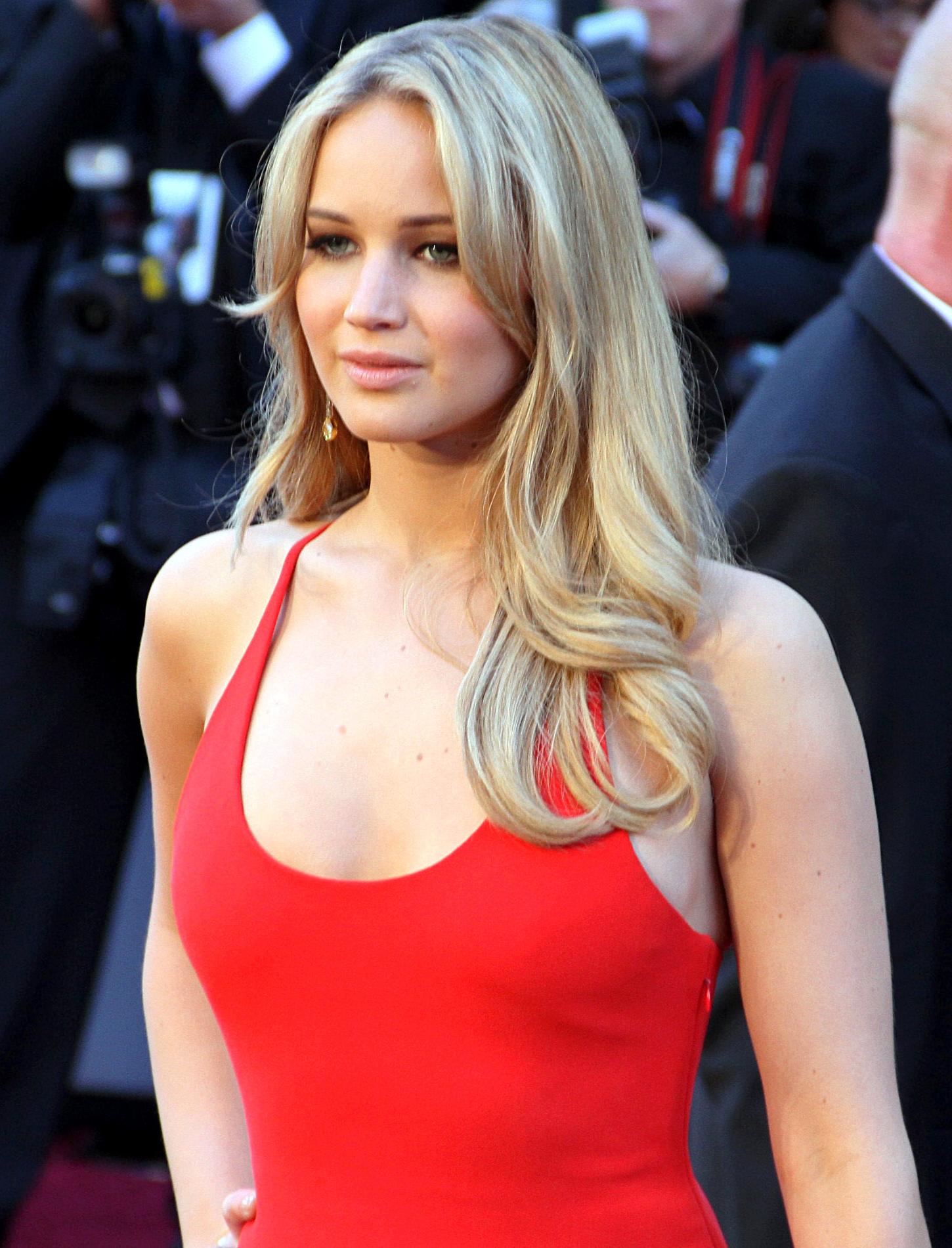
第83回アカデミー賞授賞式にて（2011年）。

17歳の時に『あの日、欲望の大地で』に出演し、監督のギジェルモ・アリアガには「メリル・ストリープの再来かと思った」と評され、さらに第65回ヴェネツィア国際映画祭では新人俳優賞を受賞。
2010年に主演した映画『ウィンターズ・ボーン』での演技が評価され、アカデミー主演女優賞をはじめとする多くの映画賞にノミネート、または受賞するなどした。この作品で一躍若手注目株となった。
2012年には『ハンガー・ゲーム』と『世界にひとつのプレイブック』で主演を務め、『ハンガーゲーム』は世界中で社会現象級のヒットを記録、『世界にひとつのプレイブック』では22歳という若さで第85回アカデミー賞主演女優賞を受賞した。これはマーリー・マトリンに次いで史上2番目に若い受賞者である。
旬の若手女優として注目を集めるようになった2013年には、クリスチャン・ディオールのバッグコレクション『Miss Dior（ミス ディオール）』の広告塔起用を受けるなどしている。
2013年の映画『アメリカン・ハッスル』に出演した。彼女の演技は絶賛され、ゴールデングローブ賞 助演女優賞受賞、英国アカデミー賞 助演女優賞受賞、アカデミー助演女優賞にノミネートされた。
2014年、英グラマー (Glamour) 誌が選ぶ2014年ベストドレッサー賞の第一位に選ばれ、BANG Media International調べの「2014年に最も興行収入の高かった俳優のリスト」の第1位で世界興行収入14億ドルを記録した。
2015年に映画『ジョイ』で主演し、ゴールデングローブ賞 映画部門 主演女優賞 (ミュージカル・コメディ部門)受賞、そしてアカデミー賞主演女優賞にノミネートされ、史上最年少で4度アカデミー賞にノミネートされた女優となった。（2番目はシアーシャ・ローナン）
2018年に主演した映画『レッド・スパロー』ではセクシーなスパイを演じて人気を集めた。
2020年には『ドント・ルック・アップ』で、2023年には『マディのおしごと 恋の手ほどき始めます』でゴールデングローブ賞 映画部門 主演女優賞 (ミュージカル・コメディ部門)にノミネートされた。

## 私生活
- 2010年頃から、イギリスの俳優ニコラス・ホルトと交際[7]。『グラマー』誌のインタビューでは、「イギリス人男性は訛りがイイ感じだしマナーとか知ってるから好き」と語っている[8]。2013年1月に破局が報じられ、同年7月頃から再度交際していたが、2014年8月に再度破局した。

- 2014年8月31日、クラッキング被害に遭い、Appleのクラウドサービスである「iCloud」からプライベートなヌード写真などが流出した（「2014年iCloudからの著名人プライベート写真大量流出事件」）。代理人は 「今回の事態は、目に余るほどのプライバシーの侵害。当局の捜査後、犯人を相手に訴訟を起こす予定」と発表[9]。その後もプライベート写真の流出は続き、9月26日の「Fappening 3」では新たに50枚以上のヌード写真がリークされた[10][11]。同年10月に行われた『ヴァニティ・フェア』誌の11月号のインタビューの中ではこの事件について「スキャンダルではなく性犯罪」だと怒りを露わにし、「写真を見た誰もが性犯罪を続けている。（見た人は）恥を知るべき」と付け加えた[12]。
- 2019年2月、美術商のクック・マロニーと婚約[13]、同年10月に結婚した[14]。2021年9月、第一子妊娠を発表した[15][16]。

- 2024年3月10日、ローレンスは第96回アカデミー賞アカデミー主演女優賞発表に過去の受賞者として立ち会った。壇上にいたローレンスは、前年度受賞者のミシェル・ヨーから手渡される筈のオスカー像を、サリー・フィールドの制止を無視して自らエマ・ストーンに手渡したため、人種差別ではないかとの批判が一部から指摘されている[17]。

## フィルモグラフィー

### 映画
| 年   | 題名                                                                           | 役名                                  | 備考 | 吹き替え                                                |
| ---- | ------------------------------------------------------------------------------ | ------------------------------------- | --- | ------------------------------------------------------- |
| 2008 | Garden Party                                                                   | ティファニー“ティフ”                  | | N/A                                                     |
| 2008 | あの日、欲望の大地で The Burning Plain                                         | マリアーナ                            | 受賞: ヴェネツィア国際映画祭 - マルチェロ・マストロヤンニ賞（新人俳優賞） | 安藤瞳                                                  |
| 2008 | 早熟のアイオワ The Poker House                                                 | アグネス                              | 受賞: ロサンゼルス映画祭 - Outstanding Performance Award 日本公開は2014年2月 | （吹き替え版なし）                                      |
| 2010 | ウィンターズ・ボーン Winter's Bone                                             | リー・ドリー                          | デトロイト映画批評家協会賞主演女優賞受賞 サンディエゴ映画批評家協会賞主演女優賞受賞 シアトル国際映画祭 - 主演女優賞受賞 ストックホルム国際映画祭 - 主演女優賞受賞 トロント映画批評家協会賞主演女優賞受賞 ワシントンD.C.映画批評家協会賞主演女優賞受賞 アカデミー賞主演女優賞ノミネート ゴールデングローブ賞主演女優賞（ドラマ部門）ノミネート 全米映画俳優組合賞主演女優賞ノミネート クリティクス・チョイス・アワード主演女優賞ノミネート クリティクス・チョイス・アワード若手俳優賞ノミネート シカゴ映画批評家協会賞主演女優賞ノミネート ダラス・フォートワース映画批評家協会賞主演女優賞ノミネート ヒューストン映画批評家協会賞主演女優賞ノミネート インディペンデント・スピリット賞主演女優賞ノミネート インディアナ映画批評家協会賞主演女優賞ノミネート ロサンゼルス映画批評家協会賞主演女優賞次点 サテライト賞主演女優賞（ドラマ映画）ノミネート サウスイースタン映画批評家協会賞主演女優賞ノミネート セントルイス映画批評家協会賞主演女優賞ノミネート フェニックス映画批評家協会賞主演女優賞ノミネート ユタ映画批評家協会賞主演女優賞ノミネート | （吹き替え版なし）                                      |
| 2011 | 今日、キミに会えたら Like Crazy                                                | サム                                  | | （吹き替え版なし）                                      |
| 2011 | それでも、愛してる The Beaver                                                  | ノラ                                  | | （吹き替え版なし）                                      |
| 2011 | X-MEN:ファースト・ジェネレーション X-Men: First Class                          | レイヴン・ダークホルム / ミスティーク | | 牛田裕子                                                |
| 2012 | ハンガー・ゲーム The Hunger Games                                              | カットニス・エヴァディーン            | | 水樹奈々                                                |
| 2012 | 世界にひとつのプレイブック Silver Linings Playbook                             | ティファニー・マクスウェル            | アカデミー賞主演女優賞受賞 ゴールデングローブ賞主演女優賞（ミュージカル・コメディ部門）受賞 ロサンゼルス映画批評家協会賞主演女優賞受賞 | 牛田裕子                                                |
| 2012 | ボディ・ハント House at the End of the Street                                  | エリッサ・キャシディ                  | | 志田有彩                                                |
| 2013 | 悪魔の秘め事 The Devil You Know                                                | 若かりし頃のゾーイ                    | （吹き替え版なし） |                                                         |
| 2013 | ハンガー・ゲーム2 The Hunger Games: Catching Fire                              | カットニス・エヴァディーン            | 水樹奈々 |                                                         |
| 2013 | アメリカン・ハッスル American Hustle                                           | ロザリン・ローゼンフェルド            | ニューヨーク映画批評家協会賞助演女優賞受賞 ゴールデングローブ賞助演女優賞受賞 アカデミー賞助演女優賞ノミネート | 東條加那子                                              |
| 2014 | X-MEN:フューチャー&パスト X-Men: Days of Future Past                           | レイヴン・ダークホルム / ミスティーク | | 剛力彩芽（劇場公開版） 牛田裕子（ローグ・エディション） |
| 2014 | セリーナ 炎の女 Serena                                                         | セリーナ・ペンバートン                | 日本では「未体験ゾーンの映画たち2018」にて上映 | 水樹奈々                                                |
| 2014 | ハンガー・ゲーム FINAL: レジスタンス The Hunger Games: Mockingjay - Part 1     | カットニス・エヴァディーン            | | 水樹奈々                                                |
| 2015 | ディオールと私 Dior and I                                                      | 本人                                  | ドキュメンタリー映画 | （吹き替え版なし）                                      |
| 2015 | ハンガー・ゲーム FINAL: レボリューション The Hunger Games: Mockingjay - Part 2 | カットニス・エヴァディーン            | | 水樹奈々                                                |
| 2015 | ジョイ Joy                                                                     | ジョイ・マンガーノ                    | アカデミー賞主演女優賞ノミネート ゴールデングローブ賞主演女優賞（ミュージカル・コメディ部門）受賞 DVDスルー | 松井茜                                                  |
| 2016 | X-MEN:アポカリプス X-Men: Apocalypse                                           | レイヴン・ダークホルム / ミスティーク | | 牛田裕子                                                |
| 2016 | パッセンジャー Passengers                                                      | オーロラ・レーン                      | 日本公開は2017年3月 | 水樹奈々                                                |
| 2017 | マザー! mother!                                                                | 母親                                  | 日本公開は中止によりDVDスルー | 沢城みゆき                                              |
| 2018 | レッド・スパロー Red Sparrow                                                   | ドミニカ・エゴロワ                    | | 牛田裕子                                                |
| 2019 | X-MEN:ダーク・フェニックス Dark Phoenix                                        | レイヴン・ダークホルム / ミスティーク | | 牛田裕子                                                |
| 2021 | ドント・ルック・アップ Don't Look Up                                           | ケイト・ディビアスキー                | ゴールデングローブ賞主演女優賞（ミュージカル・コメディ部門）ノミネート | 牛田裕子                                                |
| 2022 | その道の向こうに Causeway                                                      | リンジー                              | 兼製作 | 牛田裕子                                                |
| 2023 | Bread and Roses                                                                | N/A                                   | 製作 | N/A                                                     |
| 2023 | マディのおしごと 恋の手ほどき始めます No Hard Feelings                         | マディ・バーカー                      | 兼製作 日本劇場未公開 ゴールデングローブ賞主演女優賞（ミュージカル・コメディ部門）ノミネート | 沢城みゆき                                              |
| TBA  | Frank Sinatra's biopic Movie                                                   | エヴァ・ガードナー                    | |                                                         |
| TBA  | Die, My Love                                                                   |                                       | |                                                         |

### テレビ
| 年        | 題名                                         | 役名                         | 備考                                 | 吹き替え |
| --------- | -------------------------------------------- | ---------------------------- | ------------------------------------ | -------- |
| 2006      | 名探偵モンク Monk                            | マスコットの着ぐるみ         | 第5シーズン第3話「憧れのトロフィー」 |          |
| 2007      | コールドケース 迷宮事件簿 Cold Case          | アビー・ブラッドフォード     | 第4シーズン第18話「宝くじ」          |          |
| 2007,2008 | ミディアム 霊能者アリソン・デュボア Medium   | クレア・チェイス             | 第3シーズン第7話「母子の事情」       | 佐古真弓 |
| 2007,2008 | ミディアム 霊能者アリソン・デュボア Medium   | 高校時代のアリソン・デュボア | 第4シーズン第2話「閉ざされた過去」   |          |
| 2007-2009 | The Bill Engvall Show                        | Lauren Pearson               | メイン                               | N/A      |
| 2013      | サタデー・ナイト・ライブ Saturday Night Live | 本人（ホスト）               | 「Jennifer Lawrence/The Lumineers」  | N/A      |
| 2017      | ジミー・キンメル・ライブ! Jimmy Kimmel Live! | 本人（ホスト）               | 「November 2, 2017」                 | N/A      |

## 日本語吹き替え
主に担当しているのは、以下の二人である。
牛田裕子
『X-MEN:ファースト・ジェネレーション』で初担当。以降、専属（フィックス）に近い形で最も多く吹き替えている。
水樹奈々
『 ハンガー・ゲーム』で初担当。同シリーズをはじめ、牛田の次に多く吹き替えている。
このほかにも、沢城みゆき、安藤瞳、東條加那子、松井茜なども声を当てている。